# Arandaspida
Arandaspida är en utdöd ordning av käklösa fiskar som levde under ordovicium. Gruppen innehåller fyra släkten Arandaspis, Sacabambaspis, Porophoraspis och  Andinaspis.